# Kita (Nagoja)
Kita (jap. 北区 Kita-ku; dosł. północna dzielnica) – jedna z 16 dzielnic Nagoi, stolicy prefektury Aichi. Dzielnica została założona 11 lutego 1944 roku. Położona w północnej części miasta. Graniczy z dzielnicami: Nishi, Moriyama, Naka i Higashi, miastami Kasugai, Kitanagoya i miasteczkiem Toyoyama.